# ルーテル学院大学

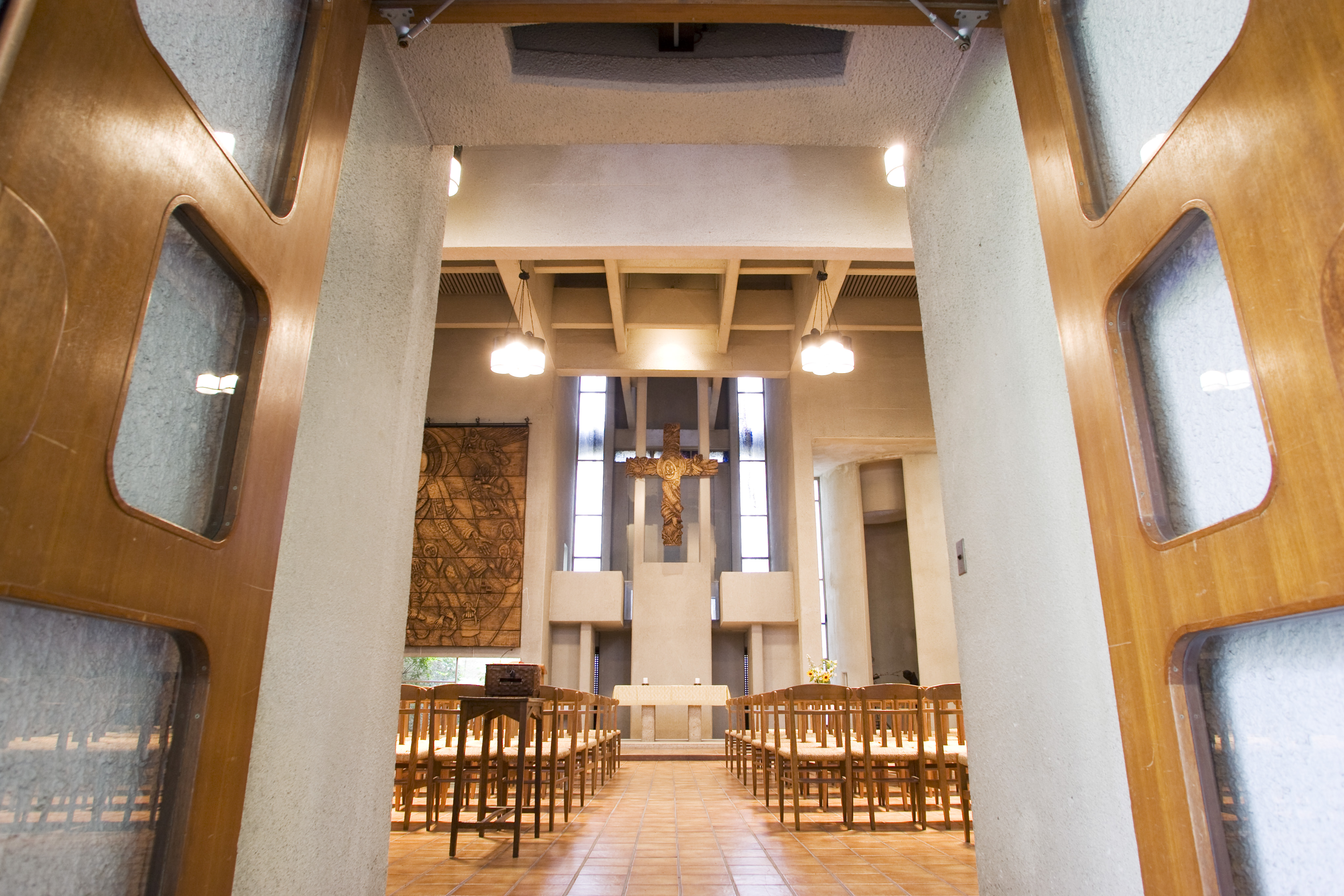
ルーテル学院チャペル

ルーテル学院大学（ルーテルがくいんだいがく、英語: Japan Lutheran College）は、東京都三鷹市大沢3-10-20に本部を置く日本の私立大学。1909年創立、1964年大学設置。大学の略称はルーテル大。源流のルーテル学院は、キリスト教の牧師や指導者を育成するための神学校として、熊本県で創立された。学校名の「ルーテル」は宗教改革の中心人物マルティン・ルターからきている。

## 概観

### 大学全体
教育目的は「心と福祉と魂の高度な専門家を養成する」。大学の東門の塀には、ルターの言葉「自分のためでなく、隣人のために生きて、仕える生に神の祝福があるように」がドイツ語で書かれている。日本福音ルーテル教会と日本ルーテル教団が創立の母体であり、両教団の牧師を養成するための日本ルーテル神学校を併設している。なお、熊本の九州ルーテル学院大学とは姉妹校の関係にある。
2014年4月より、1学部1学科5コース制へ改編された。
- 福祉相談援助コース
- 地域福祉開発コース
- 子ども支援コース
- 臨床心理コース
- キリスト教人間学コース

### 建学の精神
「キリストの心を心とする」

### ミッション（使命）
「一人ひとりを大切にする教育」を通じて「キリストの心を心として神と世に仕える」人材を育成する

### 学風および特色
1学年定員90名。学生全員分のメールボックスがある。学生のクリスチャンの割合は10%程度。

## 沿革
（沿革節の主要な出典は公式サイト）

### 年表
- 1909年（明治42年）9月：熊本県熊本市にて路帖神学校が開校。
- 1911年（明治44年）
  - 4月：九州学院開校。
  - 6月：路帖神学校が九州学院内に移転し、九州学院神学部に改組。
- 1916年（大正5年）5月：専門学校令による九州学院神学部専門学校（予科2年、本科3年）の認可を受ける。
- 1925年（大正14年）10月：東京府野方町鷺宮（現在の東京都中野区白鷺）に移転。
- 1926年（大正15年）3月：日本ルーテル神学専門学校（旧制）に改称。
- 1943年（昭和18年）3月：太平洋戦争下、日本東部神学校（日本基督教団神学校財団）に合流。
- 1950年（昭和25年）4月：終戦後、日本ルーテル神学校として再開。
- 1951年（昭和26年）1月：東京都知事より各種学校として認可を受ける。
- 1953年（昭和28年）：日本ルーテル教団が東京都千代田区飯田橋に神学院を開設。
- 1954年（昭和29年）12月：東京都知事より学校法人としての寄付行為の認可を受け、学校法人日本ルーテル神学校となる。
- 1964年（昭和39年）
  - 1月：学校法人日本ルーテル神学大学の認可を受ける。
  - 4月：日本ルーテル神学大学開学、神学部神学科設置。
- 1968年（昭和43年）：大学卒業後2年を日本ルーテル神学校を存続して教育開始。
- 1969年（昭和44年）：日本ルーテル神学大学のキャンパスを東京都三鷹市の現在地に移転。
- 1976年（昭和51年）4月：神学部神学科にキリスト教社会福祉コースを設置。
- 1982年（昭和57年）4月：大学附属人間成長とカウンセリング研究所を開設。
- 1985年（昭和60年）10月：大学附属ルター研究所を開設。
- 1987年（昭和62年）4月：神学部神学科を文学部神学科、社会福祉学科に改組。
- 1992年（平成4年）：神学科にキリスト教とカウンセリングコースを設置。
- 1994年（平成6年）4月：神学科のコースを神学専修、キリスト教と文化コース、キリスト教とカウンセリングコースの1専修、2コースに改める。
- 1996年（平成8年）4月：法人名をルーテル学院、大学名をルーテル学院大学に改称。
- 1998年（平成10年）4月：併設の各種学校日本ルーテル神学校を2年制から4年制へ改組。
- 2001年（平成13年）4月：ルーテル学院大学大学院人間福祉学研究科社会福祉学専攻（修士課程）設置。
- 2004年（平成16年）4月：ルーテル学院大学大学院人間福祉学研究科社会福祉学専攻の修士課程を博士前期課程に変更し、博士後期課程を設置。
- 2005年（平成17年）4月：文学部を総合人間学部に名称変更し、神学科、社会福祉学科を社会福祉学科、臨床心理学科、キリスト教学科に改組。ルーテル学院大学大学院人間福祉学研究科を大学院総合人間学研究科に名称変更。大学院総合人間学研究科に臨床心理学専攻（修士課程）設置。
- 2006年（平成18年）4月：大学院臨床心理学専攻が日本臨床心理士資格認定協会第1種指定大学院に指定となる。大学附属臨床臨死相談センターを開設。
- 2009年（平成21年）4月：学院創立100周年を迎える。大学附属コミュニティ人材養成センター、大学院附属包括的臨床死生学研究所を開設。
- 2014年（平成26年）4月：キリスト教学科、社会福祉学科、臨床心理学科の学生募集を停止し、人間福祉心理学科（福祉相談援助コース、地域福祉開発コース、子ども支援コース、臨床心理コース、キリスト教人間学コース）へ改組。日本ルーテル神学校附属デール・パストラル・センターを開設。
- 2024年（令和6年）3月：2025年度からの大学・大学院学生募集停止を発表（全員が卒業するまで運営は継続）[1]。法人は存続し、日本ルーテル神学校は学生募集を続ける。

## 基礎データ

### 所在地
- 東京都三鷹市大沢3-10-20

## 教育および研究

### 組織

#### 学部
- 総合人間学部
  - 人間福祉心理学科
    - 福祉相談援助コース：公的機関や病院、民間施設・機関のソーシャルワーカーを養成）
    - 地域福祉開発コース：地方公務員や社会福祉協議会をはじめとする福祉現場やNPO/NGOなどで働くソーシャルワーカー等を養成）
    - 子ども支援コース：児童福祉施設の児童指導員や保育士、スクールカウンセラーやスクールソーシャルワーカー、青少年育成団体の職員などを養成）
    - 臨床心理コース：臨床心理学の知識や技術を活かして社会で活躍する人材を養成、臨床心理士資格を目指す学生の基礎力と大学院進学を支援）
    - キリスト教人間学コース：キリスト教会関連施設・機関、保育所、病院、ホスピス、一般企業など人生に深く関わるような現場で対人援助を行う人材を養成）

福祉実習教育は、文部科学省の平成19年度特色ある大学教育支援プログラム（特色GP）で、「包括的実習指導教育システムの構築〜段階的スキルアップとトライアングル指導の確立」が採択されている。

#### 大学院
- 総合人間学研究科
  - 社会福祉学専攻
    - 博士前期課程：高度な専門職業人としてのソーシャルワーカー、社会福祉施設・機関における運営・管理者の養成
    - 博士後期課程：社会福祉学の研究者及び教育者、社会福祉の実践理論と法政策に通じた施設・機関の運営管理のエキスパートを養成

  - 臨床心理学専攻
    - 修士課程：キリスト教精神をもって人々と接する人材、心理・教育・医療など臨床の現場で専門知識と技術を駆使する臨床心理の専門家を養成
    - 総合人間学研究科臨床心理学専攻は、日本臨床心理士資格認定協会の第一種指定校。臨床心理士合格率は、2012年度92%、2013年度71%、2014年度91%。

#### 付属研究所
- ルター研究所（ルター著作の翻訳、論文集『ルター研究』（既刊9巻）の刊行、公開講座等を行う）
- 臨床心理相談センター（カウンセリング、プレイセラピー、心理検査等を提供）
- 包括的臨床コンサルテーション・センター（対人援助の専門家に、研究および実践におけるコンサルテーション、スーパービジョン、包括的臨床死生学の3つの領域でのトレーニングおよび研究を提供）
- コミュニティ人材養成センター（人に関わる専門職に対する研修、地域づくりに関わる活動者の養成などを行う）
- デール・パストラル・センター（キリスト教精神に基づき、人間の癒しと成長を援助することを中心とする牧会的な働きの研究・教育・実践）

※人間成長とカウンセリング研究所は、2012年7月31日に閉所した。

## 学生生活

### 部活動・クラブ活動・サークル活動
- 聖歌隊
- ハンドベルクワイヤ「ラウスアンジェリカ」
- 弦楽アンサンブル「ナージャ」
- 吹奏楽「楽友会」
- 手話サークル
- 劇団ゆるり
- 金曜ボランティアサークル
- 茶道同好会
- 野球サークル「大沢白球's」
- フットサルサークル「GO TOOTH.FC」
- スキーサークル「シェネ・エルフ」
- テニスサークル「ゴールドブリーズ」

ほか

### 学園祭
学園祭として「愛祭」が開催される。

## 大学関係者と組織

### 大学関係者組織
- ルーテル学院大学の同窓会は「ルーテル学院同窓会」と称する。

### 大学関係者一覧（教員）
- 山内量平
- 山内直丸
- 徳善義和：名誉教授
- 前田ケイ：名誉教授
- 清原慶子：客員教授。東京都前三鷹市長。

### 主な卒業生
- 川瀬徳太郎：牧師（1909年入学、第1期卒業生）
- 三浦豕：牧師（1910年入学、第2期卒業生）
- 石松量蔵：牧師（1911年入学、第3期卒業生）
- 松本太郎：新生ルーテル教会牧師、漫画家
- 高橋良臣：登校拒否文化医学研究所所長
- 美幸キャスリーン：声優
- 天畠大輔：政治家（参議院議員（れいわ新選組））、研究者（社会福祉学。博士（学術））
- 藤田孝典：大学院博士前期課程修了。社会運動家（NPO法人ほっとプラス代表理事、ブラック企業対策プロジェクト共同代表）

## 施設

### キャンパス
校舎は建築家村野藤吾が78歳の時に設計したもので、その代表作の一つと言われている。2018年にDOCOMOMO JAPAN選定 日本におけるモダン・ムーブメントの建築に認定されている。

## 対外関係

### 他大学
隣接する東京神学大学とは単位互換制度を設けている。近隣の国際基督教大学（ICU）との交流は2013年現在行われていないが、学生は相互の図書館を利用することができる。なお、在校生以外も申請をすれば図書館の利用が可能となる。

## その他
- 日本で初めて先天性盲ろう者を受け入れた大学である。
- 改称前の日本ルーテル神学大学の英語表記は Japan Lutheran theological College だった。

## 附属学校
- 各種学校日本ルーテル神学校

## 公式サイト
- ルーテル学院大学
- ルーテル学院大学図書館
- ルーテル学院同窓会WEBサイト